# Ewa Mehl
Ewa Mehl (ur. 1938 w Krakowie, zm. 1999 w Amsterdamie) - artystka polska, rzeźbiarka specjalizująca się w ceramice, scenograf, nauczyciel akademicki.
Córka rzeźbiarza i rysownika Antoniego Mehla (1905–1967) oraz malarki Katarzyny Mehl (ur. 1907). Dyplom u Stanisława Pękalskiego we wrocławskiej PWSSP uzyskała w 1963; latach 1963–1970 pracownik tej uczelni, współzałożycielka grupy "Z Kuźniczej" działającej w latach 1966–1969, po wyjeździe do Holandii w 1970 pracownik (od 1973) Akademii Sztuk Pięknych w Amsterdamie; od 1975 miała tam własną pracownię ceramiczną, a od 1977 wspierana była państwowym mecenatem dla artystów. W 1989 założyła fundację i wydawnictwo "Kasimir", w tym samym czasie podjęła współpracę - jako scenograf i kostiumolog - z de Culturele Organisatie van de Universiteit van Amsterdam (Ośrodkiem Twórczym CREA przy Uniwersytecie Amsterdamskim).
W rzeźbie zapoczątkowała nurt ekspresyjno-metaforyczny korzystając chętnie z nowatorskiej techniki z użyciem szamotu z opiłkami żelaza, skutkiem czego uzyskiwała efekt barwnych wykwitów na powierzchni dzieła.

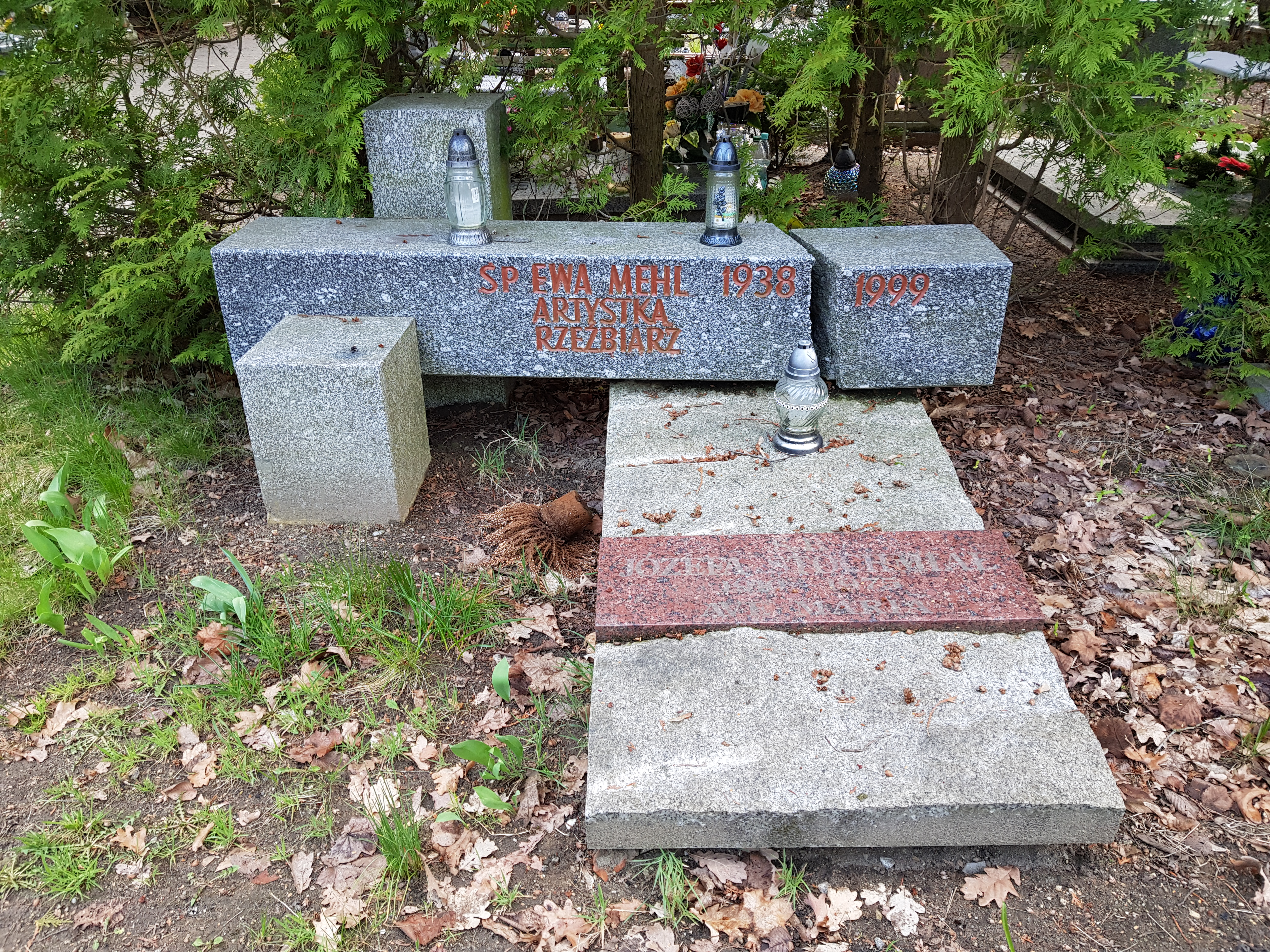
Grób rzeźbiarki na Cmentarzu Grabiszyńskim we Wrocławiu

Pochowana na Cmentarzu Grabiszyńskim we Wrocławiu.